# Aero Spacelines Super Guppy
El Aero Spacelines Super Guppy es un avión de carga, especializado en cargas voluminosas, diseñado por Aero Spacelines a partir del avión de transporte C-97J Turbo Stratocruiser, y del avión de línea 377 Stratocruiser, tras sufrir grandes modificaciones para poder llevar cargas de gran tamaño. El Super Guppy fue el sucesor del Pregnant Guppy, la primera aeronave fabricada por Aero Spacelines. Se llegaron a fabricar cinco unidades en dos variantes diferentes.

## Variantes
- Aero Spacelines B-377-SG Super Guppy - prototipo de una versión alargada del Guppy original, empleando piezas del C-97J, equipado con cuatro motores Pratt & Whitney T-34-P-7WA.[1]
- Aero-Spacelines B-377-SGT Super Guppy Turbo - versión de producción, equipado con cuatro turbopropulsores Allison 501-D22C.[1]
- Aero Spacelines Guppy-210 - denominación alternativa para la variante SGT.[1]

### Desarrollos relacionados
- B-29 Superfortress
- Boeing 377
- Aero Spacelines Pregnant Guppy
- Aero Spacelines Mini Guppy
- Conroy Skymonster
- Canadair CL-44

### Aeronaves similares
- Airbus Beluga
- Boeing 747 Large Cargo Freighter
- Conroy Skymonster
- Myasishchev VM-T